# 1979 en Iran
Chronologie de l'Iran
- 1975
- 1976
- 1977
- 1978
- 1979
- 1980
- 1981
- 1982
- 1983

Cette page présente les faits marquants de l'année 1979 en Iran.

## Événements
- Révolution iranienne

## Culture

### Sortie de film
Sauf indication contraire, les informations mentionnées dans cette section peuvent être confirmées par les bases de données cinématographiques IMDb et SourehCinema (fa),  présentes dans la section « Liens externes ».
- La Ballade de Tara, réalisé par Bahram Beyzai.
- Cas numéro un, cas numéro deux, écrit et réalisé par Abbas Kiarostami.

## Naissances
- 7 janvier : Azadeh Samadi, actrice.
- 28 avril : Bahram Radan, acteur.
- 4 juin : Hanieh Tavassoli, actrice.
- 30 juillet : Mohsen Chavoshi, chanteur et producteur de musique.
- 8 octobre : Sahar Dolatshahi, actrice.

## Décès
- 16 février : Nematollah Nassiri, général des forces armées.
- 16 février : Manoutchehr Khosrowdad, général de corps d'armée.
- 13 mars : Nader Djahanbani, général et aviateur.
- 7 avril : Amir Abbas Hoveida, homme politique.
- 11 avril : Abbas-Ali Khalatbari, homme politique.
- 11 avril : Hassan Pakravan, homme politique.
- 11 avril : Nasser Moghaddam, général de corps d'armée.
- 1er mai : Morteza Motahhari, philosophe islamique.
- 9 septembre : Mahmoud Taleghani, théologien.
- 13 octobre : Gholamhossein Mosaheb, mathématicien.
- 18 décembre : Mohammed Mofatteh, théologien.